# فینال جام حذفی فوتبال انگلستان ۱۹۰۳
فینال جام حذفی فوتبال انگلستان ۱۹۰۳، رقابت پایانی جام حذفی فوتبال انگلستان در سال ۱۹۰۳ میلادی است که مابین دو تیم باشگاه فوتبال بری و باشگاه فوتبال دربی کانتی در کریستال پالاس لندن برگزار شده‌است.
این مسابقه که در تاریخ ۱۸ آوریل ۱۹۰۳ انجام شده‌است با نتیجه ۶ بر ۰ به سود تیم باشگاه فوتبال باری به پایان رسید.